# Fjárhólaborg
Fjárhólaborg är en kulle i republiken Island. Den ligger i regionen Norðurland eystra, 270 km öster om huvudstaden Reykjavík. Toppen på Fjárhólaborg är 687 meter över havet.
Trakten runt Fjárhólaborg är nära nog obefolkad, med mindre än två invånare per kvadratkilometer. Det finns inga samhällen i närheten. Trakten runt Fjárhólaborg är ofruktbar med lite eller ingen växtlighet.